# Kanton Liévin
Der Kanton Liévin ist seit 2015 ein französischer Wahlkreis im Arrondissement Lens, im Département Pas-de-Calais und in der Region Hauts-de-France; sein Hauptort ist Liévin. 

## Gemeinden
Der Kanton besteht aus vier Gemeinden mit insgesamt 39.258 Einwohnern (Stand: 1. Januar 2022) auf einer Gesamtfläche von 31,28 km²:
| Gemeinde            | Einwohner 1. Januar 2022 | Fläche km² | Dichte Einw./km² | Code INSEE | Postleitzahl |
| ------------------- | ------------------------ | ---------- | ---------------- | ---------- | ------------ |
| Éleu-dit-Leauwette  | 2.815                    | 1,17       | 2.406            | 62291      | 62300        |
| Givenchy-en-Gohelle | 2.049                    | 5,95       | 344              | 62371      | 62580        |
| Liévin              | 30.113                   | 12,83      | 2.347            | 62510      | 62800        |
| Vimy                | 4.281                    | 11,33      | 378              | 62861      | 62580        |
| Kanton Liévin       | 39.258                   | 31,28      | 1.255            | 6230       | –            |